# 디젤 산화 촉매장치

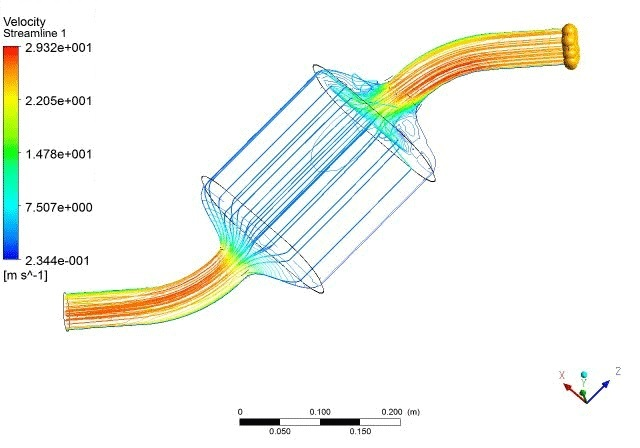
디젤엔진 차량의 촉매 변환기(catalytic converter) 내부의 흐름 시뮬레이션

디젤산화촉매장치(DOC,Diesel Oxidation Catalyst) 또는 촉매 변환기(catalytic converter)는 배출가스가 촉매 유로를 통과하는 동안 촉매의 활성반응에 의해 유해배출물질을 산화시켜 입자상 물질 뿐만 아니라 가스상 물질(CO, THC, NOX)을 제거하는 배기가스 후처리 장치를 가리킨다.

## 대기 오염 제어 시스템
대기 오염 제어 시스템(Air pollution control systems)으로는 DOC이외에도 DPF, DEF를 사용하는 요소수 인젝터(Urea Injector)등이 있다.

## 같이 보기
- 선택적 촉매 환원(SCR)